# Marquette Heights (Illinois)
Marquette Heights je grad u američkoj saveznoj državi Ilinois. Prema popisu stanovništva iz 2010. u njemu je živjelo 2.824 stanovnika.